# Януш Закренський

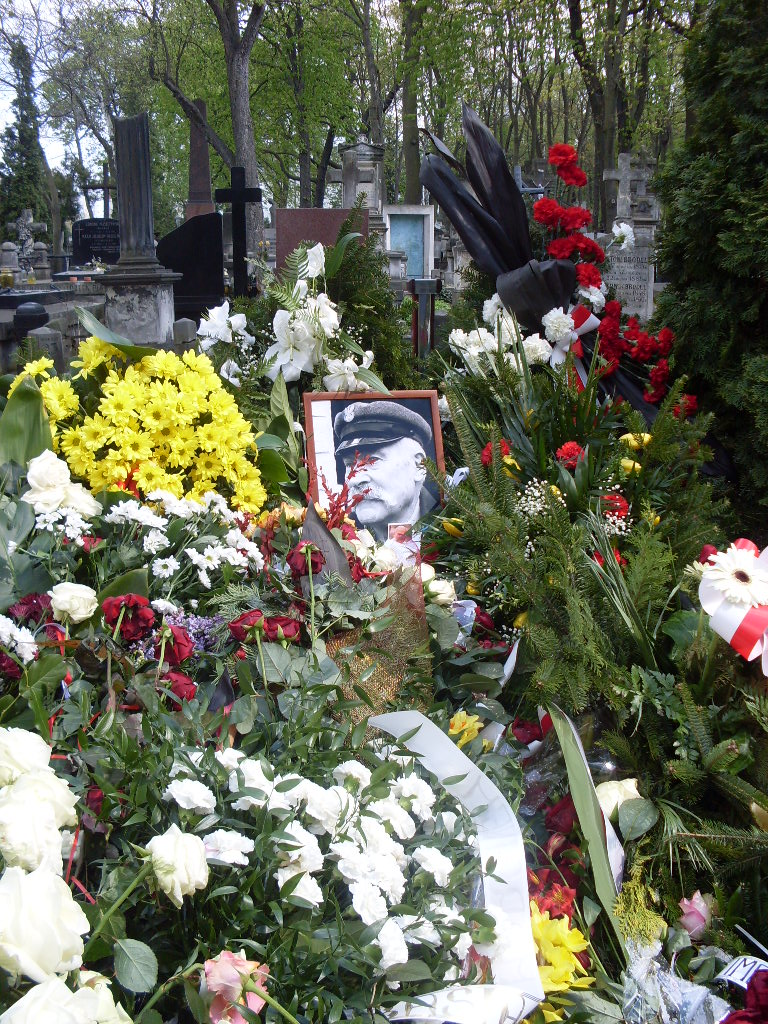
Могила Януша Зекренського на кладовищі Повонзки

Януш Станіслав Закренський (пол. Janusz Stanisław Zakrzeński; 8 березня 1936, Пжедедвоже (Гміна Хмільник в Келецькому повіті — 10 квітня 2010, Смоленська область, Російська Федерація) — польський актор театру і кіно, озвучувач, педагог. Загинув у авіакатастрофі літака президента Польщі під Смоленськом.

## Біографія
1960 року закінчив державну Акторську школу PWST (Краків). З 1960 до 1967 року працював у театрі имени Юліуша Словацького (Краків). З 1967 до 1974 працював у Театрі Польському у Варшаві. В 1974–1984 роках працював у Театрі Новому (Teatr Nowy), а в 1984–1985 роках в Національному театрі (Teatr Narodowy). З 1985 до 2010 року був членом ансамблю Театру Польського (Варшава). Зіграв більше 50 ролей у кіно й на телебаченні. У фільмі Анджея Вайди «Легіонери» грав Наполеона Бонапарта. У фільмі Polonia Restituta зіграв Пілсудського. Знімався в серіалі M jak miłość.
Був автором двох книг: «Moje spotkania z Marszałkiem» (Моя зустріч зі спікером) і «Gawędy o potędze słowa» (Казка про силу слова).

## Загибель
10 квітня 2010 трагічно загинув в авіаційній катастрофі під Смоленськом. 21 квітня 2010 року в кафедральному соборі Святого Івана Хрестителя у Варшаві під головуванням архієпископа Щецін-Каменського Анджея Джіенга відбулася поминальна служба. На службі були присутні родина та друзі актора, представники органів державної влади на чолі з міністром культури Богданом Здроєвським. Після траурної церемонії в соборі Януша Закренського було поховано на кладовищі кладовищі Повонзки.

## Визнання і нагороди
- Золотий Хрест Заслуги (1974)
- Срібний Хрест заслуги (1967)
- Бронзова медаль «За внесок в оборону країни» (1973)
- Орден «За заслуги перед народом і церквою»
- Нагорода комітету радіотелевіденія (1985)
- Нагорода міністра культури і мистецтв (1985)
- Нагорода професора Януша Пасерба за внесок у розвиток польської мови і культури, сприяння справі патріотизму та християнських цінностей (2009)
- Офіцер ордена відродження Польщі (2009)
- Командор ордена відродження Польщі (2010, посмертно) [1]

## Творчість

### Фільмографія
- 2008 — До кращого або до гіршого /Na dobre i na złe-Пан Зигмунт(серія № 318)
- 2005 — М для кохання /M jak miłość-Міхал Джідужко
- 2000 — Przeprowadzki /маршал Юзеф Пілсудський
- 1998 — Молодята /Miodowe lata-президент Ян Юзеф Марчак
- 1989 — Гданськ 39 /Gdańsk 1939-підполковник Віцентій Собочінскій
- 1986 — Над Німаном /Nad Niemnem-Бенедикт Корчинський
- 1885 — Tumor Witkacego -Станіслав Ігнацій Віткевич
- 1981 — Polonia Restituta -Юзеф Пілсудський
- 1980 — Ведмідь /Miś-Богдан Загайний
- 1979 — Таємниця Енігми /Tajemnica Enigmy-полковник Гвідо Лангер
- 1978 — Що будеш робити, коли мене зловиш? /Co mi zrobisz, jak mnie złapiesz?-Адвокат Фіялковського
- 1977 — Справа Горгоновой/ Sprawa Gorgonowej-доктор Цсала
- 1976 — Великий план/ Wielki układ-Юзеф, директор компанії
- 1973 — Велика любов Бальзака /Wielka miłość Balzaka-Адам Жевуський
- 1973 — Чорні хмари /Czarne chmury-намісник Ерік фон Хольст
- 1970 — Нюрнберзький епілог /Epilog norymberski-Ганс Франк
- 1968 — Ставка більше, ніж життя /Stawka większa niż życie-Верниця(серія № 18 Расисківается обергрупенфюрер Вольф)
- 1965 — Попіл /Popioły-Наполеон Бонапарті

### Озвучування польською мовою
- 2008 — Хроніки Нарнії: Принц Каспіан/ Opowieści z Narnii: Książę Kaspian- доктор Корнеліус
- 2003 — Книга джунглів 2 / Księga Dżungli 2- полковник Хатхі

### Ролі в звукозапису
- 1986 — Будинок на Пуховому узліссі /Chatka Puchatka(музична казка) — Тигр
- 1977 — Аліса в країні чудес /Alicja w Krainie Czarów(музична казка) — Дракон